# Flavivirus patogeni per l'uomo
I Flavivirus patogeni per l'uomo sono 32 specie, secondo E.A. Gould e T. Solomon Dipartimento di Scienze Neurologiche dell'Università di Liverpool (Lancet 2008).

## Virologia
I flavivirus utilizzano diverse strategie genomiche di replicazione all'interno dell'ospite, anche perché utilizzano diversi insetti vettori e diversi ospiti mammiferi.
Oltre alla codifica delle proteine virali, il genoma virale contiene segnali speciali in strutture del proprio RNA che regolano l'amplificazione delle componenti virali e partecipano all'attivazione o all'elusione delle risposte antivirali. In questa ottica assumono un ruolo prevalente, per le funzioni specifiche per l'adattamento all'ospite, le strutture dell'RNA presenti nella regione non tradotta (3 UTR) del genoma dei flavivirus.
In particolare il virus Dengue si adatta alle zanzare o alle cellule umane selezionando diverse varianti virali.
La specializzazione all'ospite (host) delle strutture di RNA presenti nella regione 3'UTR è associata a guadagni della "salute virale".
Infatti, la replicazione degli elementi del RNA virale comporta esigenze contrastanti nei diversi tipi cellulari in cui si esplica.
I flavivirus appartengono a 4 gruppi con specifiche strategie genomiche. Essi sono:
1. Flavivirus trasmessi dalle zanzare (Mosquito-borne flaviviruses)
2. Flavivirus insetto specifico (Insect-specific flaviviruses)
3. Flavivirus trasmessi dalle zecche (Tick borne flaviviruses)
4. Flavivirus con vettore sconosciuto (No-known-vector flaviviruses)

Ognuno di questi gruppi possiede una regione genomica del tipo SLA (stem-loop A) in cui differisce la sequenza di basi nucleotidiche e la struttura tridimenzionale.

### Vettori
I vettori tradizionali sono:
- zanzare
- zecche (nei climi più freddi)

I virus trasmessi dalle zanzare hanno tassi di evoluzione più elevati.

### Ospiti
I flavivirus di solito hanno ospiti animali ad alto tasso riproduttivo, ciò perché così trovano sempre ospiti immunologicamente naive.
Gli ospiti naturali dei flavivirus difficilmente subiscono infezioni rapidamente mortali perché così altrimenti si avrebbe una rapida estinzione della diffusione del virus.
L'uomo non subendo generalmente grandi viremie nel proprio organismo (sangue) diventa per il virus un ospite terminale o "vicolo cieco";
fanno eccezione la Dengue e la febbre gialla dove l'uomo e i primati sono ospiti naturali della malattia.

## Clinica
Tradizionalmente, i flavivirus determinano tre le sindromi cliniche note:
- febbre-artralgia-rash,
- febbre emorragica virale,
- malattie neurologiche,

anche se per alcuni flavivirus questo il modello di malattia si sta modificando. L'animale ospite sviluppa dopo l'infezione un'immunità permanente.
La malattia da flavivirus è generalmente lieve, di solito sono sindromi febbrili ciò perché è conveniente per il virus non portare a morte l'ospite infetto in modo da avere un'alta percentuale di serbatoi virali per il mantenimento della nicchia ecologica occupata.

## Sinossi
| Specie                        | Anno primo isolamento | Località primo isolamento         | Fonte isolamento                               | Distribuzione geografica       | Specie vettore            | Specie ospite                  | Manifestazione clinica nell'uomo | Note |
| ----------------------------- | --------------------- | --------------------------------- | ---------------------------------------------- | ------------------------------ | ------------------------- | ------------------------------ | -------------------------------- | --- |
| Alkhurma virus                | 1995                  | Arabia del Sud                    | Uomo                                           | Penisola Arabica               | Ornithodorus savignyi?    | Uomo, Pecora, Cammello         | Febbre emorragica                | |
| Apoi virus                    | 1954                  | Giappone                          | Roditori                                       | Giappone                       | Sconosciuto               | Roditori?                      | Encefaliti                       | |
| Bagaza virus                  | 1966                  | Repubblica Centro africana        | Culex spp                                      | Africa                         | Culex spp                 | Sconosciuto                    | Febbre                           | |
| Banzi virus                   | 1956                  | SudAfrica                         | Uomo                                           | Africa                         | Culex spp                 | Sconosciuto                    | Febbre                           | |
| Bussuquara virus              | 1956                  | Brasile                           | Alouatta belzebul                              | Brasile                        | Culex spp                 | Sconosciuto                    | Febbre                           | |
| Dakar bat virus               | 1962                  | Senegal                           | Pipistrello                                    | Africa                         | Sconosciuto               | Pipistrelli?                   | Febbre                           | |
| Dengue 1 virus                | 1944                  | Hawai                             | Uomo                                           | Tropici, subtropici            | Aedes aegypti             | Uomo                           | Febbre, rash, vasculopatie       | 390 milioni di casi/anno nel mondo, disponibili due vaccini                                                   |
| Dengue 2 virus                | 1944                  | Nuova Guinea                      | Uomo                                           | Tropici, subtropici            | Aedes aegypti             | Uomo                           | Febbre, rash, vasculopatie       | |
| Dengue 3 virus                | 1957                  | Filippine                         | Uomo                                           | Tropici, subtropici            | Aedes aegypti             | Uomo                           | Febbre, rash, vasculopatie       | |
| Dengue 4 virus                | 1956                  | Filippine                         | Uomo                                           | Tropici, subtropici            | Aedes aegypti             | Uomo                           | Febbre, rash, vasculopatie       | |
| Ilheus virus                  | 1957                  | Brasile                           | Aedes e Psorophora                             | America Sud e Centrale America | Culex spp?                | Uccelli                        | Febbre                           | |
| Japanese encephalitis virus   | 1935                  | Giappone                          | Uomo                                           | Asia                           | Culex trita-eniorhynchus  | Uccelli                        | Encefaliti                       | In espansione, epidemiologicamente la più importante malgrado i vaccini                                       |
| Koutango virus                | 1969                  | Senegal                           | Tatera kempi                                   | Senegal                        | Sconosciuto               | Roditori?                      | Febbre, rash                     | |
| Kyasanur Forest disease       | 1957                  | India                             | Presbytis entellus                             | India                          | Haemaphysalis spinigera   | Scimmie                        | Febbre emorragica                | Epidemie circoscritte, vettore zecca                                                                          |
| Langat virus                  | 1956                  | Malesia                           | Ixodes Granulatus                              | Malesia, Thailandia, Siberia   | Ixodes granulatus         | Sconosciuto                    | Encefaliti                       | |
| Louping ill virus             | 1929                  | Scozia                            | Ovini                                          | UK, Irlanda                    | Ixodes spp                | Pecore, pernici, lepri         | Encefaliti                       | |
| Modoc virus                   | 1958                  | USA                               | Peromyscus                                     | USA                            | Sconosciuto               | Peromyscus maniculatus         | Encefaliti                       | |
| Murray Valley encephalitis    | 1951                  | Australia                         | Uomo                                           | Australia, Nuova Guinea        | Culex annulirostris       | Uccelli                        | Encefaliti                       | |
| Ntaya virus                   | 1943                  | Uganda                            | Zanzare                                        | Africa                         | Zanzare                   | Sconosciuto                    | Febbre                           | |
| Omsk haemorrhagic fever virus | 1947                  | Russia                            | Uomo                                           | Ovest Siberia                  | Dermacentor pictus        | Topi muschiati, roditori?      | Febbre emorragica                | Epidemie circoscritte, vettore zecca; trasmessa anche con carcasse infette                                    |
| Powassan virus                | 1948                  | Russia, USA, Canada               | Ixodes spp, Dermacentor spp, Haemaphysalis spp | Russia, USA, Canada            | Ixodes spp                | Piccoli mammiferi              | Encefaliti                       | |
| Rio Bravo virus               | 1954                  | USA                               | Tadarida brasiliensis mexicana                 | USA, Mexico                    | Sconosciuto               | Tadarida brasiliensis mexicana | Febbre                           | |
| Rocio virus                   | 1975                  | Brasile                           | Uomo                                           | Brasile                        | Culex spp?                | Uccelli                        | Encefaliti                       | |
| St Louis encephalitis virus   | 1933                  | USA                               | Uomo                                           | Sud e America Centrale         | Culex spp                 | Uccelli                        | Encefaliti                       | |
| Sepik virus                   | 1966                  | Nuova Guinea                      | Mansonia septempunctata                        | Nuova Guinea                   | Zanzare                   | Sconosciuto                    | Febbre                           | |
| Spondweni virus               | 1955                  | Sud Africa                        | Mansonia uniformis                             | Africa                         | Aedes circumluteolus      | Sconosciuto                    | Febbre                           | |
| Tick-borne encephalitis virus | 1937                  | Russia                            | Uomo                                           | Europa, Asia                   | Ixodes spp                | Roditori?                      | Encefaliti                       | Epidemie circoscritte, vettore zecca; trasmessa anche con il latte. Prima: Russian spring–summer encephalitis |
| Usutu virus                   | 1956                  | Sud Africa                        | Culex spp                                      | Africa                         | Zanzare                   | Uccelli                        | Febbre, rash                     | |
| Wesselsbron virus             | 1955                  | Sud Africa, Madagascar e Thailand | Ovini                                          | Africa, Asia                   | Aedes spp                 | Sconosciuto                    | Sconosciuto                      | |
| West Nile virus               | 1937                  | Uganda                            | Uomo                                           | Worldwide                      | Zanzare, zecche           | Uccelli                        | Encefaliti                       | In espansione                                                                                                 |
| Yellow fever                  | 1927                  | Ghana                             | Uomo                                           | Sub-Sahara Africa, Sud America | Aedes spp/ Haemagogus spp | Scimmie                        | Pantropica                       | 200.000 casi/anno con 30.000 morti nel mondo.                                                                 |
| Zika virus                    | 1947                  | Uganda                            | Macaca mulatta                                 | Africa, Asia                   | Aedes spp                 | Scimmie?                       | Febbre, rash                     | dal 2007 Micronesia, dal 2015 Sud-America                                                                     |

### Testi
- The Flaviviruses: Detection, Diagnosis and Vaccine Development, Academic Press, 18 dicembre 2003,  p. 508, ISBN 978-0-08-049383-1.
- The Flaviviruses: Pathogenesis and Immunity, Academic Press, 18 dicembre 2003,  p. 273, ISBN 978-0-08-049382-4.
- The Flaviviruses: Structure, Replication and Evolution, Academic Press, 18 dicembre 2003, ISBN 978-0-08-049381-7.
- Pei-Yong Shi, Molecular Virology and Control of Flaviviruses, Horizon Scientific Press, 1º gennaio 2012, ISBN 978-1-904455-92-9.
- Paul Shapshak, John T. Sinnott, Charurut Somboonwit and Jens Kuhn, Global Virology I - Identifying and Investigating Viral Diseases, Springer, 13 luglio 2015,  p. 487, ISBN 978-1-4939-2410-3.
- Richard A. Kaslow, Lawrence R. Stanberry and James W. Le Duc, Viral Infections of Humans: Epidemiology and Control, Springer, 27 settembre 2014,  p. 405, ISBN 978-1-4899-7448-8.
- Dongyou Liu, Molecular Detection of Human Viral Pathogens, CRC Press, 23 novembre 2010,  p. 314, ISBN 978-1-4398-1237-2.
- Flavivirus Infections—Advances in Research and Treatment: 2012 Edition: ScholarlyBrief, ScholarlyEditions, 26 dicembre 2012,  p. 6, ISBN 978-1-4816-1346-0.
- Walter R Schlesinge, The Togaviruses: bio,struc,replication, Elsevier, 2 dicembre 2012,  p. 675, ISBN 978-0-323-13826-0.
- Subhash Vasudevan Duane J. Gubler, Eng Eong Ooi, Jeremy Farrar, Dengue and Dengue Hemorrhagic Fever, 2nd Edition, CABI, 29 agosto 2014,  p. 322, ISBN 978-1-84593-964-9.
- Arbovirus Encephalitis—Advances in Research and Treatment: 2013 Edition: ScholarlyBrief, ScholarlyEditions, 21 giugno 2013,  p. 46, ISBN 978-1-4816-8522-1.
- Japanese Encephalitis: New Insights for the Healthcare Professional: 2013 Edition: ScholarlyPaper, ScholarlyEditions, 22 luglio 2013,  p. 26, ISBN 978-1-4816-5982-6.
- Michael W. Scheld, Christina M. Marra and Richard J. Whitley, Infections of the Central Nervous System, Lippincott Williams & Wilkins, 2014,  p. 210, ISBN 978-1-4511-7372-7.
- Charles H. Calisher & Diane E. Griffin, Emergence and Control of Zoonotic Viral Encephalitides, Springer Science & Business Media, 23 marzo 2004,  p. 191, ISBN 978-3-211-20454-2.
- Erik De Clercq, Earl R. Kern, Handbook of Viral Bioterrorism and Biodefense, Elsevier, 2003,  p. 129, ISBN 978-0-444-51326-7.
- Richard V. Goering, Cedric A. Mims, Hazel Dockrell & Mark Zuckerman, Ivan M. Roitt, Peter L. Chiodini, Mims' Medical Microbiology,With STUDENT CONSULT Online Access ,5: Mims' Medical Microbiology, Elsevier Health Sciences, 2013,  p. 370, ISBN 0-7234-3601-0.
- Debra C. Sellon & Maureen Long, Equine Infectious Diseases, Elsevier Health Sciences, 8 dicembre 2006,  p. 198, ISBN 1-4377-1061-1.
- Karl Maramorosch & Frederick A. Murphy, Advances in Virus Research, Elsevier Science, 18 aprile 2014, ISBN 978-0-12-800400-5.

### Riviste
- Takamatsu K, Kishino W, Suehiro T, Yamano T, Ohno F, Plasma apolipoprotein H (beta 2-glycoprotein I) phenotype frequencies in a Japanese population, in Jinrui Idengaku Zasshi, vol. 34, n. 4, 1989,  pp. 279-83, DOI:10.1007/BF01929209, PMID 2634788.
- Klema VJ, Padmanabhan R, Choi KH, Flaviviral Replication Complex: Coordination between RNA Synthesis and 51-RNA Capping, in Viruses, vol. 7, n. 8, 2015,  pp. 4640-56, DOI:10.3390/v7082837, PMC 4576198, PMID 26287232.
- Jeffries CL, Walker T, The Potential Use of Wolbachia-Based Mosquito Biocontrol Strategies for Japanese Encephalitis, in PLoS Negl Trop Dis, vol. 9, n. 6, 2015,  pp. e0003576, DOI:10.1371/journal.pntd.0003576, PMC 4472807, PMID 26086337.
- Wu J, Liu W, Gong P, A Structural Overview of RNA-Dependent RNA Polymerases from the Flaviviridae Family, in Int J Mol Sci, vol. 16, n. 6, 2015,  pp. 12943-57, DOI:10.3390/ijms160612943, PMC 4490480, PMID 26062131.
- Blitvich BJ, Firth AE, Insect-specific flaviviruses: a systematic review of their discovery, host range, mode of transmission, superinfection exclusion potential and genomic organization, in Viruses, vol. 7, n. 4, 2015,  pp. 1927-59, DOI:10.3390/v7041927, PMC 4411683, PMID 25866904.
- Mezochow AK, Henry R, Blumberg EA, Kotton CN, Transfusion transmitted infections in solid organ transplantation, in Am. J. Transplant., vol. 15, n. 2, 2015,  pp. 547-54, DOI:10.1111/ajt.13006, PMID 25612502.
- Das P, Infectious disease surveillance update, in Lancet Infect Dis, vol. 4, n. 8, 2004,  p. 481, PMID 15298027.
- Blitvich BJ, Firth AE, Insect-specific flaviviruses: a systematic review of their discovery, host range, mode of transmission, superinfection exclusion potential and genomic organization, in Viruses, vol. 7, n. 4, 2015,  pp. 1927-59, DOI:10.3390/v7041927, PMC 4411683, PMID 25866904.
- Qin XC, Shi M, Tian JH, Lin XD, Gao DY, He JR, Wang JB, Li CX, Kang YJ, Yu B, Zhou DJ, Xu J, Plyusnin A, Holmes EC, Zhang YZ, A tick-borne segmented RNA virus contains genome segments derived from unsegmented viral ancestors, in Proc. Natl. Acad. Sci. U.S.A., vol. 111, n. 18, 2014,  pp. 6744-9, DOI:10.1073/pnas.1324194111, PMC 4020047, PMID 24753611.
- Brecher M, Zhang J, Li H, The flavivirus protease as a target for drug discovery, in Virol Sin, vol. 28, n. 6, 2013,  pp. 326-36, DOI:10.1007/s12250-013-3390-x, PMC 3927373, PMID 24242363.
- Bollati M, Alvarez K, Assenberg R, Baronti C, Canard B, Cook S, Coutard B, Decroly E, de Lamballerie X, Gould EA, Grard G, Grimes JM, Hilgenfeld R, Jansson AM, Malet H, Mancini EJ, Mastrangelo E, Mattevi A, Milani M, Moureau G, Neyts J, Owens RJ, Ren J, Selisko B, Speroni S, Steuber H, Stuart DI, Unge T, Bolognesi M, Structure and functionality in flavivirus NS-proteins: perspectives for drug design, in Antiviral Res., vol. 87, n. 2, 2010,  pp. 125-48, DOI:10.1016/j.antiviral.2009.11.009, PMC 3918146, PMID 19945487.
- Wu J, Bera AK, Kuhn RJ, Smith JL, Structure of the Flavivirus helicase: implications for catalytic activity, protein interactions, and proteolytic processing, in J. Virol., vol. 79, n. 16, 2005,  pp. 10268-77, DOI:10.1128/JVI.79.16.10268-10277.2005, PMC 1182653, PMID 16051820.
- Kuno G, Chang GJ, Tsuchiya KR, Karabatsos N, Cropp CB, Phylogeny of the genus Flavivirus, in J. Virol., vol. 72, n. 1, 1998,  pp. 73-83, PMC 109351, PMID 9420202.
- Zanotto PM, Ernest A. Gould, George F. Gao, Paul H. Harvey e Edward C. Holmes, Population dynamics of flaviviruses revealed by molecular phylogenies, in Proc Natl Acad Sci U S A., vol. 93, n. 2, Jan 1996,  pp. 548-53, Bibcode:1996PNAS...93..548Z, DOI:10.1073/pnas.93.2.548, PMC 40088, PMID 8570593.
- Murray CL, Jones CT, Rice CM, Architects of assembly: roles of Flaviviridae non-structural proteins in virion morphogenesis, in Nat. Rev. Microbiol., vol. 6, n. 9, 2008,  pp. 699-708, DOI:10.1038/nrmicro1928, PMC 2764292, PMID 18587411.